# Mathieu Mercier
Mathieu Mercier (...) è uno sceneggiatore, regista e produttore cinematografico francese.

## Filmografia

### Regista
- L'appel de la cave - cortometraggio (1999)

### Sceneggiatore
- L'appel de la cave - cortometraggio, regia di Mathieu Mercier (1999)
- Avocats & associés - serie TV, 3 episodi (2004-2005)
- Boulevard du Palais - serie TV, 1 episodio (2008)

### Produttore
- Perfect Day - cortometraggio, regia di Reza Rezai (1996)
- La montagne muette, regia di Frédéric Gonseth (1997)